# 1,2-bis(difenilfosfino)etano
Il 1,2-bis(difenilfosfino)etano è una fosfina con formula Ph2P-CH2-CH2-PPh2 (Ph = fenile). Il nome è generalmente abbreviato come dppe o anche diphos. In condizioni normali è un solido cristallino di colore bianco sensibile all'ossigeno atmosferico. Viene comunemente usato come legante bidentato. Il dppe funziona nella maggior parte dei casi come legante chelato, ma può fungere anche da legante a ponte tra due metalli.

## Sintesi
Per preparare il dppe si parte da trifenilfosfina (PPh3) e sodio, che formano difenilfosfuro di sodio (NaPPh2); quest'ultimo viene quindi trattato con 1,2-dicloroetano (ClCH2CH2Cl) per ottenere dppe:
PPh3 + 2Na → NaPPh2 + NaPh
2NaPPh2 + ClCH2CH2Cl → Ph2PCH2CH2PPh2 + 2NaCl

## Reattività

### Riduzione
È noto che la riduzione del dppe con litio porta dapprima al diradicale anionico stabilizzato dal litio; per successiva idrolisi si arriva al prodotto finale di riduzione, PhHP(CH2)2PHPh:
Ph2P(CH2)2PPh2 + 4Li → PhLiP(CH2)2PLiPh + 2PhLi
PhLiP(CH2)2PLiPh + 2PhLi + 4H2O → PhHP(CH2)2PHPh + 4LiOH + 2C6H6

### Ossidazione
La reazione del dppe con ossidanti convenzionali come perossido di idrogeno (H2O2) o bromo in soluzione acquosa (Br2) procede in modo non selettivo e porta a miscele contenenti il prodotto di partenza, il monossido e il diossido. L'ossidazione selettiva al mono fosfinossido si può ottenere per reazione con PhCH2Br e successiva idrolisi catalizzata da basi:
Ph2P(CH2)2PPh2 + PhCH2Br → Ph2P(CH2)2PPh2(CH2Ph)+Br-
Ph2P(CH2)2PPh2(CH2Ph)+Br- + NaOH + H2O → Ph2P(CH2)2P(O)Ph2

### Come legante

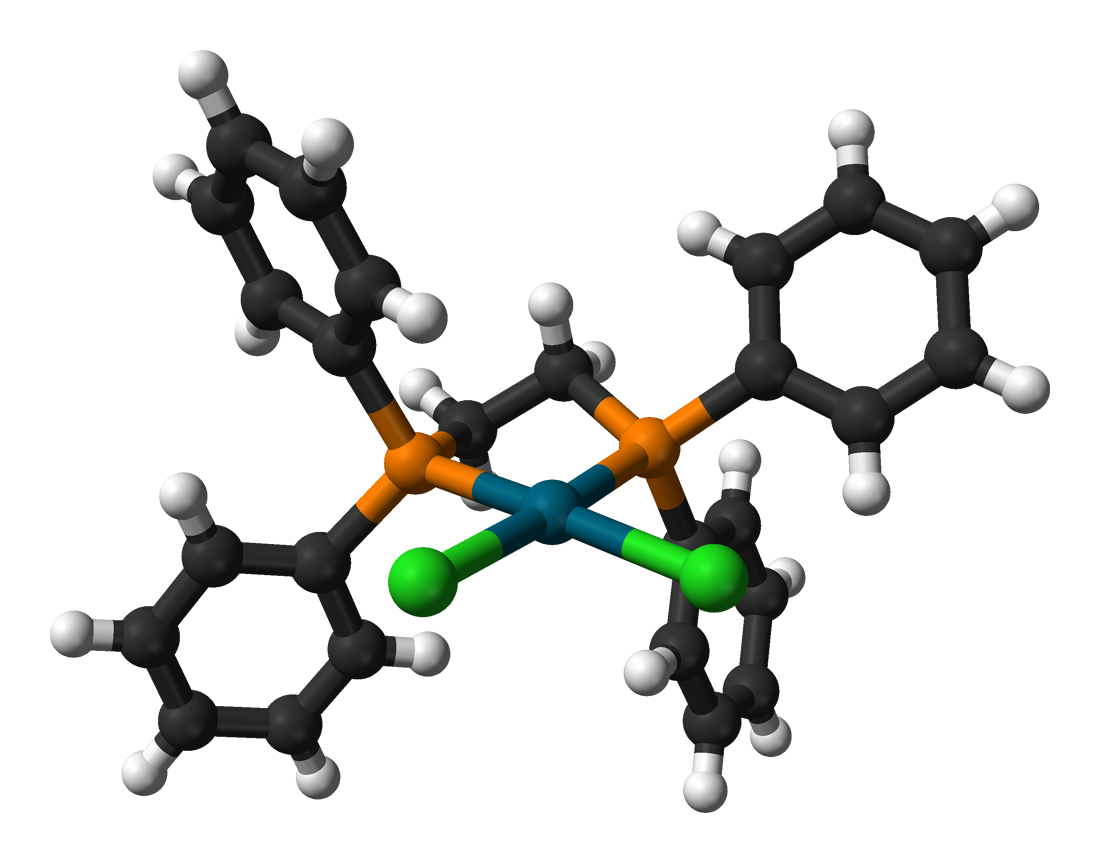
Modello a sfere e bastoncini di [PdCl_{2}(dppe)]

Il dppe è molto usato come legante, soprattutto in complessi da utilizzare in catalisi omogenea per reazioni di vario tipo. Due complessi semplici sono Pd(dppe)2 e Ir(dppe)2. Pd(dppe)2 si può preparare riducendo il Pd(II) con boroidruro di sodio NaBH4, ma è più comodo ottenerlo in situ da Pd(OAc)2.

## Indicazioni di sicurezza
Il composto è disponibile in commercio. È irritante per gli occhi, la pelle e le vie respiratorie. Non ci sono dati che indichino proprietà cancerogene. Non è considerato pericoloso per l'ambiente.